# Rathbone Hills
Rathbone Hills är en kulle i Antarktis. Den ligger i Västantarktis. Argentina, Chile och Storbritannien gör anspråk på området. Toppen på Rathbone Hills är 1 441 meter över havet.
Terrängen runt Rathbone Hills är lite kuperad. Trakten är obefolkad. Det finns inga samhällen i närheten.